# Spilosoma sulphurea
Spilosoma sulphurea là một loài bướm đêm thuộc phân họ Arctiinae, họ Erebidae.